# Écopoïèse
L'écopoïèse, ou écopoïesis, est la création d'un écosystème. C'est un néologisme créé par Robert Haynes à partir du grec ancien οἶκος / oîkos, « maison », et ποίησις / poíēsis, « production ».

## Définition
Dans le contexte de l'exploration spatiale, l'écopoïèse désigne « la fabrication d'un écosystème durable sur une planète initialement stérile et sans vie ». À ce titre, c'est une étape majeure de la terraformation, mais elle n'est pas suffisante pour permettre la vie humaine car restreinte à la vie microbienne.